# 二月政改
二月政改是指1996年發生於臺灣政治的一次政治改革，是首次在野黨有機會控制立法機關，並制衡行政機關的嘗試。

## 歷史
1995年中華民國立法委員選舉結束，第三屆立法院的生態起了很大的變化。執政的中國國民黨喪失了長期以來在立法院一黨獨大的優勢，僅些微過半，給予了在野黨更多的結盟制衡國民黨的可能性。
最大在野黨民主進步黨為求取得立法院院長的寶座並控制立法院，決定與反對李登輝的新黨進行「大和解」，並在隨之而來的院長選舉中結盟競選立法院院長，並拉攏國民黨籍的臺灣原住民立委參選立法院副院長，以求控制立法院。最終因為扁系的張晉城跑票，功敗垂成，俗稱「二月政改」，民進黨未能通過新黨以在野黨身份取得立法院的控制權，國民黨得以繼續控制立法院，而李登輝亦在兩個月後的總統選舉連任成功。
雖然這次在野黨結盟的選舉未能成功，但卻因為在野黨在立法院內尋求過半票數的需要，讓原住民立委首次成為臺灣政壇的關鍵少數，事件過後也影響了後來中華民國政府的原住民政策。